# 크로우소니엘라 레릭타
크로우소니엘라 레릭타(학명: Crowsoniella relicta)는 원시딱정벌레아목에 속하는 딱정벌레 종이다. 크로우소니엘라과(Crowsoniellidae), 크로우소니엘라속(Crowsoniella)의 유일한 종이다..